# Сомова Аліна Олексіївна
Аліна Олексіївна Сомова (рос. Али́на Алексе́евна Со́мова, 22 жовтня 1985, Москва, СРСР) — російська артистка балету.
Закінчила Академію російського балету імені А. Я. Ваганової (2003).
З 2003 року — солістка Маріїнського театру.